# Dzień flagi (Albania)
Dzień flagi (lub dzień niepodległości; alb. dita e Flamurit, dita e pavarësisë) – ustawowo wolne od pracy święto państwowe w Albanii, obchodzone 28 listopada.

## Historia
Sama flaga Albanii nawiązuje do rodowej flagi Skanderbega, walczącego z Turkami bohatera narodowego Albanii. Dzień flagi jest również dniem niepodległości (1912) dla Albańczyków. Z tego powodu jest tym huczniej świętowana wśród społeczności albańskich na całym świecie, nie tylko w kraju.

## Zwyczaje
Zwyczajowo, 28 listopada Albańczycy wywieszają flagi na budynkach publicznych, oknach, ozdabiają nimi samochody czy witryny sklepowe. Organizowane są różne festyny, pikniki, pokazy ludowych tradycji. Samo święto nie jest obchodzone tylko w Albanii, ale i również w Kosowie, ze względu na podobieństwa historyczne, kulturowe i językowe, oraz to, że dominującą grupą etniczną w Kosowie są właśnie Albańczycy. Własna flaga nie jednoczy mieszkańców państwa – np. Serbowie dalej czują się bardziej przywiązani do symbolu Serbii, niźli do ogłoszonej w 2008 bandery, także żyjący w Kosowie tirańczycy wolą się trzymać swoich tradycji.